# Nemapteryx nenga
 Nemapteryx nenga és una espècie de peix de la família dels àrids i de l'ordre dels siluriformes.

## Morfologia
- Els mascles poden assolir 30 cm de longitud total.[1][2]

## Hàbitat
És un peix demersal i de clima tropical.

## Distribució geogràfica
Es troba a l'est de la Mar d'Aràbia, la Badia de Bengala i l'oest del Pacífic occidental central.